# Atlétika a 2013. évi nyári európai ifjúsági olimpiai fesztiválon
A 2013. évi nyári európai ifjúsági olimpiai fesztiválon az atlétikában 36 versenyszámot rendeztek.

## Összesített éremtáblázat
| A 2013. évi nyári európai ifjúsági olimpiai fesztivál összesített éremtáblázata atlétikában | A 2013. évi nyári európai ifjúsági olimpiai fesztivál összesített éremtáblázata atlétikában | A 2013. évi nyári európai ifjúsági olimpiai fesztivál összesített éremtáblázata atlétikában | A 2013. évi nyári európai ifjúsági olimpiai fesztivál összesített éremtáblázata atlétikában | A 2013. évi nyári európai ifjúsági olimpiai fesztivál összesített éremtáblázata atlétikában | Olimpia  |
| ------------------------------------------------------------------------------------------- | ------------------------------------------------------------------------------------------- | ------------------------------------------------------------------------------------------- | ------------------------------------------------------------------------------------------- | ------------------------------------------------------------------------------------------- | -------- |
|                                                                                             | Ország                                                                                      | Arany                                                                                       | Ezüst                                                                                       | Bronz                                                                                       | Összesen |
| 1.                                                                                          | Franciaország                                                                               | 8                                                                                           | 2                                                                                           | 6                                                                                           | 16       |
| 2.                                                                                          | Oroszország                                                                                 | 4                                                                                           | 1                                                                                           | 4                                                                                           | 9        |
| 3.                                                                                          | Magyarország                                                                                | 4                                                                                           | 1                                                                                           | 1                                                                                           | 6        |
| 4.                                                                                          | Lengyelország                                                                               | 3                                                                                           | 1                                                                                           | 0                                                                                           | 4        |
| 5.                                                                                          | Románia                                                                                     | 2                                                                                           | 4                                                                                           | 2                                                                                           | 8        |
| 6.                                                                                          | Írország                                                                                    | 2                                                                                           | 2                                                                                           | 1                                                                                           | 5        |
|                                                                                             | Spanyolország                                                                               | 2                                                                                           | 2                                                                                           | 1                                                                                           | 5        |
| 8.                                                                                          | Törökország                                                                                 | 2                                                                                           | 1                                                                                           | 1                                                                                           | 4        |
| 9.                                                                                          | Belgium                                                                                     | 1                                                                                           | 3                                                                                           | 1                                                                                           | 5        |
| 10.                                                                                         | Hollandia                                                                                   | 1                                                                                           | 2                                                                                           | 3                                                                                           | 6        |
| 11.                                                                                         | Fehéroroszország                                                                            | 1                                                                                           | 1                                                                                           | 2                                                                                           | 4        |
| 12.                                                                                         | Montenegró                                                                                  | 1                                                                                           | 1                                                                                           | 0                                                                                           | 2        |
| 13.                                                                                         | Szlovénia                                                                                   | 1                                                                                           | 0                                                                                           | 4                                                                                           | 5        |
| 14.                                                                                         | Azerbajdzsán                                                                                | 1                                                                                           | 0                                                                                           | 0                                                                                           | 1        |
|                                                                                             | Ciprus                                                                                      | 1                                                                                           | 0                                                                                           | 0                                                                                           | 1        |
|                                                                                             | Litvánia                                                                                    | 1                                                                                           | 0                                                                                           | 0                                                                                           | 1        |
|                                                                                             | Svájc                                                                                       | 1                                                                                           | 0                                                                                           | 0                                                                                           | 1        |
| 18.                                                                                         | Ukrajna                                                                                     | 0                                                                                           | 4                                                                                           | 2                                                                                           | 6        |
| 19.                                                                                         | Csehország                                                                                  | 0                                                                                           | 2                                                                                           | 2                                                                                           | 4        |
| 20.                                                                                         | Finnország                                                                                  | 0                                                                                           | 2                                                                                           | 1                                                                                           | 3        |
| 21.                                                                                         | Olaszország                                                                                 | 0                                                                                           | 1                                                                                           | 3                                                                                           | 4        |
| 22.                                                                                         | Ausztria                                                                                    | 0                                                                                           | 1                                                                                           | 1                                                                                           | 2        |
|                                                                                             | Dánia                                                                                       | 0                                                                                           | 1                                                                                           | 1                                                                                           | 2        |
| 24.                                                                                         | Észtország                                                                                  | 0                                                                                           | 1                                                                                           | 0                                                                                           | 1        |
|                                                                                             | Horvátország                                                                                | 0                                                                                           | 1                                                                                           | 0                                                                                           | 1        |
|                                                                                             | Moldova                                                                                     | 0                                                                                           | 1                                                                                           | 0                                                                                           | 1        |
|                                                                                             | Szlovákia                                                                                   | 0                                                                                           | 1                                                                                           | 0                                                                                           | 1        |
| 28.                                                                                         | Lettország                                                                                  | 0                                                                                           | 0                                                                                           | 1                                                                                           | 1        |
|                                                                                             |                                                                                             |                                                                                             |                                                                                             |                                                                                             |          |
| Összesen                                                                                    | Összesen                                                                                    | 36                                                                                          | 36                                                                                          | 37                                                                                          | 109      |

## Férfi
| A 2013. évi nyári európai ifjúsági olimpiai fesztivál férfi érmesei atlétikában |                                                                                  |          |                                                                                          |         |                                                                            |         |
| Versenyszám                                                                     | Arany                                                                            | Arany    | Ezüst                                                                                    | Ezüst   | Bronz                                                                      | Bronz   |
| 100 m síkfutás                                                                  | Keny Blecourt · Franciaország                                                    | 10,75    | Luis David del Valle Alba · Spanyolország                                                | 10,77   | Szabó Dániel · Magyarország                                                | 10,83   |
| 200 m síkfutás                                                                  | Stanislau Darahakupets · Fehéroroszország                                        | 21,85    | Jachym Prochazka · Csehország                                                            | 22,06   | Ludgi Sillon · Franciaország                                               | 22,07   |
| 400 m síkfutás                                                                  | Alexander Doom · Belgium                                                         | 47,93    | Benjamin Lobo Vedel · Dánia                                                              | 48,37   | Zeno Morau · Románia                                                       | 49,09   |
| 800 m síkfutás                                                                  | Benediktas Mickus · Litvánia                                                     | 1:55,50  | Madalin Dorian Gheban · Románia                                                          | 1:55,53 | Pierrick Loir · Franciaország                                              | 1:56,21 |
| 1500 m síkfutás                                                                 | Baptiste Mischler · Franciaország                                                | 3:57,38  | William Crowe · Írország                                                                 | 3:59,08 | Riccardo Usai · Olaszország                                                | 4:00.61 |
| 3000 m síkfutás                                                                 | Mateusz Borkowski · Lengyelország                                                | 8:28,89  | Ömer Oti · Törökország                                                                   | 8:31,28 | Mohamed-Amine el Bouaajaji · Franciaország                                 | 8:31.68 |
| 2000 m akadályfutás                                                             | Alexis Rodriguez Coronado · Spanyolország                                        | 5:57,58  | Anthony Pointier · Franciaország                                                         | 6:00,67 | Maksym Pasievin · Ukrajna                                                  | 6:02,98 |
| 110 m gátfutás (91.4 cm)                                                        | Sébastien Calme · Franciaország                                                  | 13,99    | Juan José Garrancho Méndez · Spanyolország                                               | 14,01   | Gordon Sklavy · Ausztria                                                   | 14,10   |
| 400 m gátfutás (84.0 cm)                                                        | Victor Coroller · Franciaország                                                  | 52,85    | Dominik Hufnagal · Ausztria                                                              | 52,95   | Ivan Loginov · Oroszország                                                 | 53,19   |
| 4 x 100 m váltófutás                                                            | Franciaország · Sebastien Calme · Ludgi Sillon · Victor Coroller · Keny Blecourt | 42,33    | Olaszország · Francesco Lama · Gabriele Segale · Andrea Vergnano · Diego Aldo Pettorossi | 42,66   | Hollandia · Jochem Dobber · Joris van Gool · Ruther Postma · Sander Brugge | 42,67   |
| Magasugrás                                                                      | Danil Lysenko · Oroszország                                                      | 2,08     | Ionut Cristian Manea · Románia                                                           | 2,06    | Titouan Sajous · Franciaország                                             | 2,02    |
| Rúdugrás                                                                        | Noel Aman del Cerro Vilalta · Spanyolország                                      | 4,82     | Hans-Christian Hausenberg · Észtország                                                   | 4,82    | Antoine Taillandier · Franciaország                                        | 4,77    |
| Távolugrás                                                                      | Gabriel Bitan · Románia                                                          | 7,41     | Ivan Vujević · Horvátország                                                              | 7,05    | Aleksei Levanov · Oroszország                                              | 7,05    |
| Hármasugrás                                                                     | Nazim Babayev · Azerbajdzsán                                                     | 15,53    | Vitalii Pavlov · Oroszország                                                             | 15,17   | Alejandro Kedar Martinavarro · Spanyolország                               | 14,97   |
| Súlylökés (5 kg)                                                                | Konrad Bukowiecki · Lengyelország                                                | 21,41 CR | Andrei Rares Toader · Románia                                                            | 18,53   | Leonardo Fabbri · Olaszország                                              | 17,76   |
| Diszkoszvetés (1.500 kg)                                                        | Halász Bence · Magyarország                                                      | 61,13    | Konrad Bukowiecki · Lengyelország                                                        | 58,35   | Andrei Rares Toader · Románia                                              | 56,49   |
| Kalapácsvetés (5 kg)                                                            | Halász Bence · Magyarország                                                      | 74,63    | Hlib Piskunov · Ukrajna                                                                  | 69,44   | Ville Järvinen · Finnország                                                | 68,11   |
| Gerelyhajítás (700 g)                                                           | Emin Öncel · Törökország                                                         | 68,50    | Jyri Isokääntä · Finnország                                                              | 66,96   | Patriks Gailums · Lettország                                               | 65,73   |

## Női
| A 2013. évi nyári európai ifjúsági olimpiai fesztivál női érmesei atlétikában |                                                                                    |         |                                                                         |         |                                                                                |         |
| Versenyszám                                                                   | Arany                                                                              | Arany   | Ezüst                                                                   | Ezüst   | Bronz                                                                          | Bronz   |
| 100 m síkfutás                                                                | Paraskevi Andreou · Ciprus                                                         | 11,76   | Tasa Jiya · Hollandia                                                   | 12,04   | Katerina Vavrová · Csehország                                                  | 12,12   |
| 200 m síkfutás                                                                | Tasa Jiya · Hollandia                                                              | 24,10   | Ferenczi Melinda · Magyarország                                         | 24,11   | Roseanna McGuckian · Írország                                                  | 24,42   |
| 400 m síkfutás                                                                | Lyndra-Sareena Carti · Franciaország                                               | 54,31   | Dzhois Koba · Ukrajna                                                   | 54,99   | Anne Sofie Kirkegaard · Dánia                                                  | 55,39   |
| 800 m síkfutás                                                                | Louise Shanahan · Írország                                                         | 2:08,75 | Lotte Scheldeman · Belgium                                              | 2:09,15 | Danaïd Prinsen · Hollandia                                                     | 2:09,77 |
| 1500 m síkfutás                                                               | Yelena Paushkina · Oroszország                                                     | 4:25,98 | Cassandre Beaugrand · Franciaország                                     | 4:27,86 | Kateryna Siryak · Ukrajna                                                      | 4:28,57 |
| 3000 m síkfutás                                                               | Maria Ifteni · Románia                                                             | 9:41,26 | Siobhra O'Flaherty · Írország                                           | 9:42,47 | Francesca Tommasi · Olaszország                                                | 9:46,96 |
| 2000 m akadályfutás                                                           | Tóth Lili Anna · Magyarország                                                      | 6:45,45 | Veerle Bakker · Hollandia                                               | 6:56,78 | Seyma Gul · Törökország                                                        | 6:57,56 |
| 100 m gátfutás (76.2 cm)                                                      | Laura Valette · Franciaország                                                      | 13,70   | Chloe Beaucarne · Belgium                                               | 13,77   | Elvira Herman · Fehéroroszország                                               | 13,92   |
| 400 m gátfutás (76.2 cm)                                                      | Aneja Simončič · Szlovénia                                                         | 60,27   | Michaela Pešková · Szlovákia                                            | 60,68   | Coralie Gassama · Franciaország                                                | 60,74   |
| 4 x 100 m váltófutás                                                          | Írország · Phoebe Murphy · Roseanna McGuckian · Laura Ann Costello · Niamh McNicol | 46,55   | Ukrajna · Jana Chabina · Maryna Jacznik · Maryna Pirijewat · Dżois Koba | 46,81   | Belgium · Judith Dillens · Paulien Couckuyt · Laurence Lobbens · Manon Depuydt | 46,89   |
| Magasugrás                                                                    | Paulina Borys · Lengyelország                                                      | 1,79    | Michaela Hrubá · Csehország                                             | 1,79    | Sofiya Voronina · Oroszország · Lara Omerzu · Szlovénia                        | 1,77    |
| Rúdugrás                                                                      | Angelica Moser · Svájc                                                             | 4,07    | Elina Lampela · Finnország                                              | 4,02    | Leda Krošelj · Szlovénia                                                       | 3,982   |
| Távolugrás                                                                    | Anastisya Seleznyova · Oroszország                                                 | 6,11    | Hanne Maudens · Belgium                                                 | 6,06    | Tina Božič · Szlovénia                                                         | 6,00    |
| Hármasugrás                                                                   | Yanis David · Franciaország                                                        | 12,92   | Anastasia Calinina · Moldova                                            | 12,80   | Tina Božič · Szlovénia                                                         | 12,60   |
| Súlylökés (4 kg)                                                              | Alyona Bugakova · Oroszország                                                      | 17,60   | Kristina Rakočević · Montenegró                                         | 15,79   | Benthe Konig · Hollandia                                                       | 15,23   |
| Diszkoszvetés (1 kg)                                                          | Kristina Rakočević · Montenegró                                                    | 46,49   | Carla Francesca Sescu · Románia                                         | 46,37   | Anastasiya Vityugova · Oroszország                                             | 45,41   |
| Kalapácsvetés (4 kg)                                                          | Bácskay Zsófia · Magyarország                                                      | 68,56   | Viktoriya Holda · Ukrajna                                               | 62,28   | Maryia Litvinka · Fehéroroszország                                             | 61,82   |
| Gerelyhajítás (600 g)                                                         | Eda Tuğsuz · Törökország                                                           | 56,61   | Anna Tarasiuk · Fehéroroszország                                        | 56,46   | Natálie Durčáková · Csehország                                                 | 53,90   |